# Аполо 8
Аполо 8 (енгл. Apollo 8) је био други лет с људском посадом у пројекту и први лет са људском посадом која је имала задатак ући у месечеву орбиту. Летелица је успешно лансирана 21. децембра 1968. из Свемирског центра Кенеди.
Приликом лансирања први пута је коришћена ракета Сатурн V која ће касније бити окосница главнине летова. Задатак ове мисије био је постићи оперативно искуство посаде у управљању летелицом, тестирати системе командног модула, тестирати комуникацијске системе, и тестирати системе за одржавање живота у условима у орбитирања око Месеца. Посада је фотографисала Месечеву површину и то са ближе и даље стране Месеца, тако добијајући топографске податке и друге научно важне информације о Месецу важне за будуће Аполо мисије. Приликом ове мисије астронаути Френк Борман, Џим Лавел и Вилијам А. Андерс били су први људи који су видели Месец са даље, Земљи невидљиве стране.
Маса летелице је била 28.870 килограма што је била маса командног и сервисног модула, укључујући потиснике и потрошна средства на летелици. Летелица и посада успешно су слетели на Земљу након нешто више од шест дана лета.